# Joaquín Pérez Fernández
Joaquín Pérez Fernández ( Vigo, España 1906 - Buenos Aires, Argentina, agosto de 1989 ) fue un bailarín de larga actuación.

## Actividad profesional
Realizó diversas giras con sus espectáculos de danzas típicas por América y Europa, acompañado por su propia compañía Gran Ballet Latinoamericano. En la década de 1950, ya radicado en la Argentina, trabajó en la película Torrente indiano , dirigida por Bernardo Spoliansky y Leo Fleider, con guion de Ariel Cortazzo, que se estrenó dos años más tarde y que estaba basado en algunos episodios de su vida. Fue declarado Ciudadano ilustre de la Ciudad de Buenos Aires, ciudad donde falleció en agosto de 1989.

## Filmografía
Actor
- Torrente indiano   (1954)